# Leokadia Serafinowicz
Leokadia Serafinowicz (ur. 23 lutego 1915 w Janowie, zm. 24 listopada 2007 w Puszczykowie) – polska artystka teatru lalek i teatru dla dzieci; aktorka-lalkarka, reżyserka, scenografka, autorka scenariuszy oraz adaptacji teatralnych i filmowych, dyrektorka i kierowniczka artystyczna Teatru Lalki i Aktora „Marcinek” w Poznaniu (obecnie Teatru Animacji w Poznaniu) w latach 1960–1976, inicjatorka I Biennale Sztuki dla Dziecka (1973) oraz I Ogólnopolskiego Festiwalu Filmów dla Dzieci i Młodzieży (1963), honorowa członkini UNIMA (od 2000), pierwsza prezeska (1981–1982), a potem honorowa członkini Polskiego Ośrodka ASSITEJ (fr. Association Internationale du Théâtre de l’Enfance et la Jeunesse). Za swoją działalność artystyczną, organizacyjną i popularyzatorską otrzymała szereg nagród, m.in. Złoty Medal za poszukiwania artystyczne w scenografii teatralnej na II Quadriennale Scenografii w Pradze (1971), Order Uśmiechu (1978) i Krzyż Oficerski Orderu Odrodzenia Polski (1985).
Swoje artystyczne credo zawarła we wstępie programu do autorskiej pantomimy lalkowej O słonku, sroce i krasnoludkach (prapremiera: 15 listopada 1959, Teatr Lalek „Banialuka” w Bielsku-Białej):

Teatr dziecka ma zapoznać małego widza z językiem sztuki, ma go uczyć konwencji sztuki, ma obowiązek rozwijać w dziecku wrażliwość estetyczną, wzbogacić jego wyobraźnię [...]

Realizując tę deklarację przez 20 lat budowała repertuar Poznańskiego Teatru Lalki i Aktora „Marcinek”. Nazywając teatr dla dzieci i młodzieży „teatrem dla człowieka przyszłości” tak dobierała sztuki, by kontaktować widzów z uniwersalnymi problemami współczesnego świata za pomocą współczesnych środków artystycznego wyrazu. Spektakle „Marcinka” mówiły o złożoności życia i świata, uczyły krytycznej oceny postępowania oraz myślenia. Jednocześnie zadanie, jakie postawili przed sobą artyści polegało na wychowywaniu przyszłych odbiorców sztuki współczesnej.

## Młodość i wykształcenie
Przyszła na świat w litewskim Janowie, jako kolejne dziecko Magdaleny (z domu Jatowtt) i Pawła Serafinowiczów. Krótko po narodzinach razem z rodziną została wywieziona do miasta Ufa na Uralu, gdzie spędziła pierwsze 3 lata życia. Po I wojnie światowej rodzina Serafinowiczów mieszkała w Kownie, a w 1923 roku przeprowadziła się do Wilna. W latach 1929–1936 Leokadia Serafinowicz uczęszczała do Gimnazjum im. Elizy Orzeszkowej, gdzie zdała maturę typu humanistycznego. Jako uczennica udzielała się w międzyszkolnym teatrze amatorskim i podobno marzyła o aktorstwie, ale ze względów praktycznych wybrała malarstwo dekoracyjne. W 1937 roku podjęła studia na Wydziale Sztuk Pięknych Uniwersytetu im. Stefana Batorego w Wilnie. W czasie II wojny światowej pracowała w wiejskim gospodarstwie jako robotnica gospodarcza i robotnica rolna oraz sanitariusza w miejskim ośrodku zdrowia. W latach 1943–1944 uczęszczała do Konspiracyjnego Studia Dramatycznego Mieczysława Szpakiewicza w Wilnie, gdzie zadebiutowała w Pigmalionie Bernarda Shawa w reżyserii Stanisława Milskiego. Po wojnie była jedną z wielu osób narodowości polskiej, które w ramach akcji repatriacyjnej wysiedlono z Litwy. Serafinowicz opuściła Wilno jesienią 1945 roku i wraz z matką osiedliła się w Toruniu, gdzie kontynuowała studia na Uniwersytecie Mikołaja Kopernika w pracowni wileńskiego profesora Tymona Niesiołowskiego. Pracę dyplomową z malarstwa obroniła w 1951 roku. Eksternistyczny egzamin aktorski (lalkarski) zdała w 1954 roku, a w 1961 uzyskała uprawnienia reżysera teatru lalek.

## Teatr

### Kraków, Wrocław, Bielsko-Biała
Lata 1948–1956 spędziła w Teatrze „Groteska” w Krakowie jako etatowa aktorka oraz asystentka Władysława Jaremy. Grała m.in. w Cudownej lampie Aladyna Franta i Waganta (1948); w wersji wznowieniowej słynnego Cyrku Tarabumba Gwidona Miklaszewskiego i Władysława Jaremy (1949) czy w Igraszkach z diabłem Jana Drdy (1952). W sumie zagrała w 8 spektaklach. W „Grotesce” stawiała też pierwsze kroki jako samodzielny reżyser i scenograf.
W sezonach teatralnych 1956/1957 i 1957/1958 pracowała na stanowisku kierownika artystycznego Sceny Lalkowej działającej przy wrocławskim Teatrze Rozmaitości. Jako kierownik podjęła próbę usamodzielnienia się tej sceny, a także podniesienia jej poziomu artystycznego. Rozmaite problemy natury personalnej i administracyjnej sprawiły, że zdecydowała o zaprzestaniu współpracy z tą instytucją. We Wrocławiu po raz pierwszy wyreżyserowała spektakl z własną scenografią (Jak krawiec Niteczka królem został, 1958). Tutaj poznała Wojciecha Wieczorkiewicza, z którym do końca życia tworzyła tandem artystyczny.
W sezonach teatralnych 1958/1959 i 1959/1960 pracowała na etacie reżyserskim w Teatrze Lalek „Banialuka” w Bielsku-Białej. W tym czasie wykrystalizowały się poglądy Leokadii Serafinowicz na teatr lalek i teatr dla dzieci. Z tego okresu pochodzą jej pierwsze oryginalne pod względem formy prace. Do jej najważniejszych dokonań artystycznych tamtego okresu należy stworzenie scenografii do reżyserowanego przez siebie własnego tekstu (napisanego pod pseudonimem „Dominika”) Profesor Serduszko (1960). Wówczas napisała również scenopis pantomimy lalkowej O słonku, sroce i krasnoludkach (1959), a wspólnie z Wojciechem Wieczorkiewiczem adaptację Lisa Przechery J. W. Goethego.

### Poznań – Teatr Lalki i Aktora „Marcinek”
1 października 1960 roku Leokadia Serafinowicz objęła stanowisko kierownika artystycznego Poznańskiego Teatru Lalki i Aktora „Marcinek”, w którym pracowała przez kolejne 20 lat. W sezonach teatralnych od 1960/1961 do 1976/1977 pełniła funkcję dyrektora tej sceny, a do końca sezonu 1979/1980 była jej konsultantem programowym.
Teatr „Marcinek” Leokadii Serafinowicz szybko trafił do czołówki polskich teatrów lalek i był jednym z najlepiej znanych polskich teatrów za granicą. Spektakle „Marcinka” tłumaczono na języki: francuski, hiszpański, angielski, niemiecki, włoski, czeski, słowacki czy nawet esperanto i prezentowano w Europie po obu stronach żelaznej kurtyny, a także w krajach obu Ameryk. Znakiem rozpoznawczym poznańskiej sceny lalkowej stała się wysoka jakość artystyczna kolejnych inscenizacji zarówno na ich poziomie plastycznym, muzycznym, jak i literackim. Za czasów dyrekcji Leokadii Serafinowicz z „Macinkiem” współpracowali tacy scenografowie jak: Jan Berdyszak, Jetta Donega, Zdzisław Łosiński czy Zenobiusz Strzelecki, a także kompozytorzy: Krzysztof Penderecki, Jerzy Milian, Jerzy Kurczewski czy Zbigniew Bujarski.
W repertuarze Teatru obok utworów popularnych wówczas autorów teatru dziecięcego, takich jak Maria Kownacka czy Ewa Szelburg-Zarębina, znalazły się sztuki współczesnych dramatopisarzy, m.in.: Hanny Januszewskiej, Jana Wilkowskiego, Zbigniewa Wojciechowskiego, Józefa Ratajczaka, Anny Świrszczyńskiej czy Krystyny Miłobędzkiej. Zwłaszcza współpraca z ostatnią autorką okazała się niezwykle owocna – w „Marcinku” zrealizowano prawie wszystkie gry słowne dla teatru opublikowane w zbiorze Siała baba mak, a także (niepublikowanego) Janosika (1975).
Leokadia Serafinowicz tworzyła ambitny teatr dla dzieci oraz przyczyniła się do ugruntowania teatru lalek jako sztuki adresowanej także do dorosłych. Wprowadziła do repertuaru „Marcinka” nazwiska autorów klasycznych takich jak: Konstanty Ildefons Gałczyński, Johann Wolfgang von Goethe, Władimir Majakowski, Stanisław Ignacy Witkiewicz, Stanisław Wyspiański, Cyprian Kamil Norwid czy Miron Białoszewski.

#### Scena Młodych (1972–1980)
Leokadia Serafinowicz dążyła do stworzenia teatru, który odpowiadałby na potrzeby widzów w każdym wieku. Wierzyła, że teatr lalek (czy też szeroko rozumiany teatr plastyczny) doskonale sprawdza się w roli takiego medium. Dodatkowo zwracała uwagę na brak wartościowych artystycznie propozycji teatralnych dla współczesnej młodzieży. Skutkiem tych założeń i spostrzeżeń było utworzenie w 1972 roku Sceny Młodych. Jej działalność zainaugurowała inscenizacja Serdecznego starego człowieka (1972) Krystyny Miłobędzkiej w reżyserii W. Wieczorkiewicza ze scenografią Z. Łosińskiego. W rzeczywistości już od 1961 roku na scenie Teatru „Marcinek” z powodzeniem wystawiano spektakle adresowane do starszych widzów (w latach 1961–1972 odbyło się 10 takich premier, a w czasie istnienia Sceny Młodych – kolejne 10). Po wybranych przedstawieniach odbywały się spotkania z publicznością, podczas których dyskutowano o formie spektaklu oraz aktualności treści w nim zawartych. Teatr „Marcinek” był jednym z pierwszych polskich teatrów lalkowych, w którym regularnie prezentowano spektakle dla młodzieży i dorosłych.

#### Spektakle w PTLiA „Marcinek” (wybór)
- O słonku, sroce i krasnoludkach Dominiki (autorski scenariusz pantomimy lalkowej napisany pod pseudonimem); scenografia i reżyseria: L. Serafinowicz (prem. 30 IX 1960)
- Bal u profesora Bączyńskiego na podstawie K. I. Gałczyńskiego; opracowanie tekstu i inscenizacja: L. Serafinowicz i W. Wieczorkiewicz; scenografia i reżyseria: L. Serafinowicz (prem. 28 stycznia 1961)
- Pieśń o lisie J.W. Goethego; reżyseria W. Wieczorkiewicz, scenografia: L. Serafinowicz (prem. 3 kwietnia 1961)
- Słowik J. Ratajczaka; reżyseria W. Wieczorkiewicz; scenografia: L. Serafinowicz (prem. 19 czerwca 1965)
- O Kasi, co gąski zgubiła J. Kurczewskiego; libretto M. Kownacka; reżyseria W. Wieczorkiewicz; scenografia: L. Serafinowicz (prem. 10 listopada 1967)
- Wesele S. Wyspiańskiego; reżyseria: L. Serafinowicz; scenografia: J. Berdyszak (prem. 22 marca 1969)
- Siała baba mak K. Miłobędzkiej; reżyseria: L. Serafinowicz; scenografia: J. Berdyszak (prem. 14 czerwca 1969)
- Lajkonik J. Kurczewskiego; libretto: M. Kownacka; reżyseria W. Wieczorkiewicz; scenografia: L. Serafinowicz (prem. 25 października 1969)
- Wanda K.C. Norwida; reżyseria W. Wieczorkiewicz; scenografia: L. Serafinowicz (prem. 14 kwietnia 1970)
- Hefajstos A. Świrszczyńskiej; reżyseria W. Wieczorkiewicz; scenografia: L. Serafinowicz (prem. 8 maja 1971)
- Ptam K. Miłobędzkiej; reżyseria: L. Serafinowicz; scenografia: J. Berdyszak (prem. 8 stycznia 1977)[12]

Źródło.

### Współpraca z innymi teatrami
Leokadia Serafinowicz pracowała jako scenograf w wielu teatrach w kraju i zagranicą. Tworzyła oprawy plastyczne głównie do spektakli reżyserowanych przez W. Wieczorkiewicza zarówno jako dyrektor PTLiA „Marcinek”, jak i później, gdy przebywała już na emeryturze (1962–1997). Pracowała w następujących teatrach w Polsce: Teatr Lalek „Guliwer” w Warszawie, Lubuski Teatr w Zielonej Górze, Scena Lalkowa „Cudaczek”, Teatr Lalki i Aktora im. Hansa Christiana Andersena w Lublinie, Teatr Lalek „Pleciuga” w Szczecinie, Teatr Lalki i Aktora „Kacperek” w Rzeszowie, Teatr im. W. Bogusławskiego w Kaliszu, Państwowy Teatr Lalki „Tęcza” w Słupsku, Teatr Lalek „Arlekin” w Łodzi, Olsztyński Teat Lalek, Teatr Dzieci Zagłębia im. Jana Dormana w Będzinie, Wrocławski Teatr Lalek, Teatr Lalki i Aktora „Baj Pomorski” w Toruniu, Białostocki Teatr Lalek.
Współpracowała kolejno w teatrach zagranicznych: w Rumunii (Tygrysek, Timisoara, 1970) i Czechosłowacji (Siała baba mak, Brno, 1973), projektowała scenografie np. w Bułgarii (Misterium-buffo Majakowskiego, Plowdiw, 1968), Republice Federalnej Niemiec (Reineke fuchs Goethego, 1980 i König Jemand Hass, 1988, Hamburg; Jim Knopf und der Lokomotiveführer Endego, 1987 i Jim Knopf und die Wilde Endego, 1988, Heilbronn), Jugosławii (O Skrobku, krasnoludkach i sierotce Marysi Konopnickiej, Mostar, 1987), Rosji (Szewczyk Dratewka, Moskwa, 1996).

## Wystawy w Polsce i za granicą

### Wystawy indywidualne
- 1985: Wystawa fotogramów scenografii Leokadii Serafinowicz w Poznańskim Teatrze Lalki i Aktora, Poznań
- 1986: Teatr lalek Leokadii Serafinowicz, Ogólnopolski Ośrodek Sztuki dla Dzieci i Młodzieży, Muzeum Narodowe w Poznaniu, Poznań
- 1986: Teatr lalek Leokadii Serafinowicz, Międzynarodowy Festiwal Sztuki dla Dziecka '86 – Bristol, Wielka Brytania
- 1987: Wystawa lalek i projektów Leokadii Serafinowicz na XIII Ogólnopolskim Festiwalu Teatrów Lalek w Opolu
- 1988: Teatr lalek Leokadii Serafinowicz – wystawa na Przeglądzie Teatralnym „Impulsy” w Pradze, Czechosłowacja
- 1988: „Salon” Leokadii Serafinowicz na II Spotkaniach Teatru Wizji i Plastyki, Katowice

Źródło.

### Wybrane wystawy zbiorowe
- 1962: Polskie Dzieło Plastyczne XV-lecia PRL, Warszawa
- 1964: Wystawa scenografii polskiej, Biennale Weneckie, Wenecja
- 1970: Wystawa scenografii Teatru Lalki i Aktora „Marcinek”, Festiwal Młodego Teatru, Liège, Belgia
- 1971: Wystawa Norwidowska, Muzeum Teatralne, Kraków
- 1971: Międzynarodowa wystawa scenografii i architektury teatralnej „Praskie Quadriennale 1971”, Praga, Czechosłowacja
- 1971: Wystawa scenografii polskich teatrów lale, Paryż, Francja
- 1971: Wystawa scenografii polskiej, Zurych, Szwajcaria
- 1975: Międzynarodowa wystawa lalek teatralnych, Paryż, Francja
- 1996: Świat polskiej szopki. Polska scenografia lalkowa po 1956, Budapeszt, Węgry

Źródło.

## Film animowany
Oprócz działalności teatralnej, Leokadia Serafinowicz realizowała się również jako reżyser i scenograf filmów animowanych. Współpracowała ze Studiem Małych Form Filmowych „Semafor” w Łodzi oraz ze Studiem Miniatur Filmowych w Warszawie. Z jej inicjatywy w 1961 roku w Poznaniu odbył się I Przegląd Polskich Filmów Animowanych. Zabiegała (niestety bezskutecznie) o utworzenie w Poznaniu Muzeum Lalki Teatralnej i Filmowej.
Zrealizowała filmy animowane:
- 1960: Kaktus, reżyseria: L. Dębiński; scenariusz: E. Dąbrowska i M. Zdrojewski; scenografia: L. Serafinowicz; muzyka: K. Penderecki
- 1961: Bazyliszek, scenariusz i reżyseria: L. Serafinowicz, W. Wieczorkiewicz; scenografia: L. Serafinowicz; muzyka: K. Penderecki
- 1962: Porwanie, scenariusz i reżyseria: L. Serafinowicz, W. Wieczorkiewicz; scenografia: L. Serafinowicz; muzyka: K. Penderecki
- 1964: Ucieczka, scenariusz i reżyseria: L. Dębiński; scenografia: L. Serafinowicz; muzyka: P. Hertel.

Źródło.

## Praca pedagogiczna
W latach 1976–1979 prowadziła cykl ćwiczeń i konwersatorium poświęcone teatrowi dla dzieci i młodzieży w Instytucie Filologii Polskiej Uniwersytetu im. Adama Mickiewicza w Poznaniu. Od roku 1976 przez siedem lat wykładała na Wydziale Lalkarskim Państwowej Wyższej Szkoły Teatralnej we Wrocławiu.

## Nagrody i odznaczenia (wybrane)
- 1960: wyróżnienie na Ogólnopolskim Festiwalu Teatrów Lalek w Warszawie za scenografię do spektaklu Profesor Serduszko Dominiki
- 1964: Złoty Krzyż Zasługi
- 1965: II nagroda w Konkursie Małoobsadowych Przedstawień Teatrów Lalek w Warszawie za scenografię do spektaklu Słowik J. Ratajczaka
- 1969: Nagroda Artystyczna Ministra Kultury i Sztuki III stopnia za reżyserię, a zwłaszcza za twórcze przeniesienie dramatu klasycznego do teatru lalkowego
- 1969: Odznaka Honorowa Miasta Poznania
- 1971: I nagroda na V Ogólnopolskim Festiwalu Teatrów Lalek w Opolu za scenografię do spektaklu Wanda K. C. Norwida
- 1971: Złoty Medal na II Quadriennale Scenografii w Pradze za poszukiwania artystyczne w scenografii teatralnej (Wanda, Lajkonik)
- 1971: I nagroda na Festiwalu Teatrów Lalkowych w Zagrzebiu za scenografię do spektaklu Hefajstos A. Świrszczyńskiej
- 1973: Grand Prix za reżyserię sztuki Siała baba mak K. Miłobędzkiej oraz I nagroda za projekty lalek do spektaklu Lajkonik M. Kownackiej na I Biennale Sztuki dla Dziecka w Poznaniu
- 1973: II nagroda na Międzynarodowym Festiwalu Sztuk Lalkowych w Zagrzebiu za scenografię do spektaklu O Kasi, co gąski zgubiła M. Kownackiej
- 1974: Krzyż Kawalerski Orderu Odrodzenia Polski
- 1975: nagroda indywidualna PWRN i PRN miasta Poznania w dziedzinie upowszechniania kultury
- 1975: dwie nagrody specjalne na II Biennale Sztuki dla Dziecka w Poznaniu: za scenografię do spektaklu Tygrysek H. Januszewskiej oraz za rozwiązania przestrzenne i plastyczne spektaklu W kole K. Miłobędzkiej
- 1975: Odznaka Zasłużonego Działacza Kultury
- 1975: Medal Komisji Edukacji Narodowej
- 1977: I nagroda na III Biennale Sztuki dla Dziecka w Poznaniu za reżyserię sztuki Ptam K. Miłobędzkiej
- 1977: I nagroda na Międzynarodowym Festiwalu Sztuk Lalkowych w Zagrzebiu za scenografię do sztuki Tygrysek H. Januszewskiej
- 1978: Order Uśmiechu
- 1979: Nagroda Prezesa Rady Ministrów za całokształt twórczości reżyserskiej w teatrze lalek
- 1980: Srebrne Odznaczenie im. Janka Krasickiego
- 1985: Krzyż Oficerski Orderu Odrodzenia Polski

Źródło.